# تطفرود
تطفرود، روستایی از توابع بخش سردار جنگل شهرستان فومن در استان گیلان ایران است.
این روستا به دوبخش پایین و بالا تقسیم میشود که هر کدام دارای شورای اسلامی متفاوت است اما دهیاری این روستا یکی است، که بصورت توافقی توسط شورای اسلامی بخش پایین و بالا انتخاب میشود.

## جمعیت
این روستا در دهستان آلیان قرار دارد و براساس سرشماری مرکز آمار ایران در سال ۱۳۸۵، جمعیت آن ۳۷۳ نفر (۱۰۳خانوار) بوده‌است.